# 3207 Спінрад
3207 Спінрад (3207 Spinrad) — астероїд головного поясу, відкритий 2 березня 1981 року.
Тіссеранів параметр щодо Юпітера — 3,280.